# Uropsilus andersoni
Uropsilus andersoni is een zoogdier uit de familie van de mollen (Talpidae). De wetenschappelijke naam van de soort werd voor het eerst geldig gepubliceerd door Thomas in 1911.

## Voorkomen
De soort komt voor in China.